# Crkva sv. Marije na Škrilinah kraj Berma
Sveta Marija na Škriljinah je jednobrodna grobljanska crkva kraj Berma u Istri. Podignuta je u 15. stoljeću. Graditelji crkve su nepoznati. Na nekoliko mjesta ostavili su uklesana dva klesarska znaka.
Godine 1912. temeljito je obnovljena i dograđena joj je sakristija. Crkva je poznata po zidnim slikama ples mrtvaca živih boja, motiva i kompozicije, a koje je 1474. izradila radionica majstora Vincenta iz Kastva. Njegov se potpis nalazi na južnom zidu iznad bočnih vrata. Osim tih freski, zidovi crkve oslikani su ciklusom fresaka sa scenama iz Marijinog i Isusovog života te prikazima Plesa mrtvaca i Kola sreće u 46 okvira.  

## Zaštita
Pod oznakom Z-858 zavedena je kao zaštićeno kulturno dobro - pojedinačno, pravna statusa zaštićena kulturnog dobra (kulturno dobro od nacionalnog značenja), klasificirano je kao "sakralna građevina". 